# منتخب بلغاريا للكرة اللينة للسيدات
منتخب بلغاريا للكرة اللينة للسيدات هو ممثل بلغاريا الرسمي في المنافسات الدولية في الكرة اللينة للسيدات .